# Fryderyk Jakub Teichmann

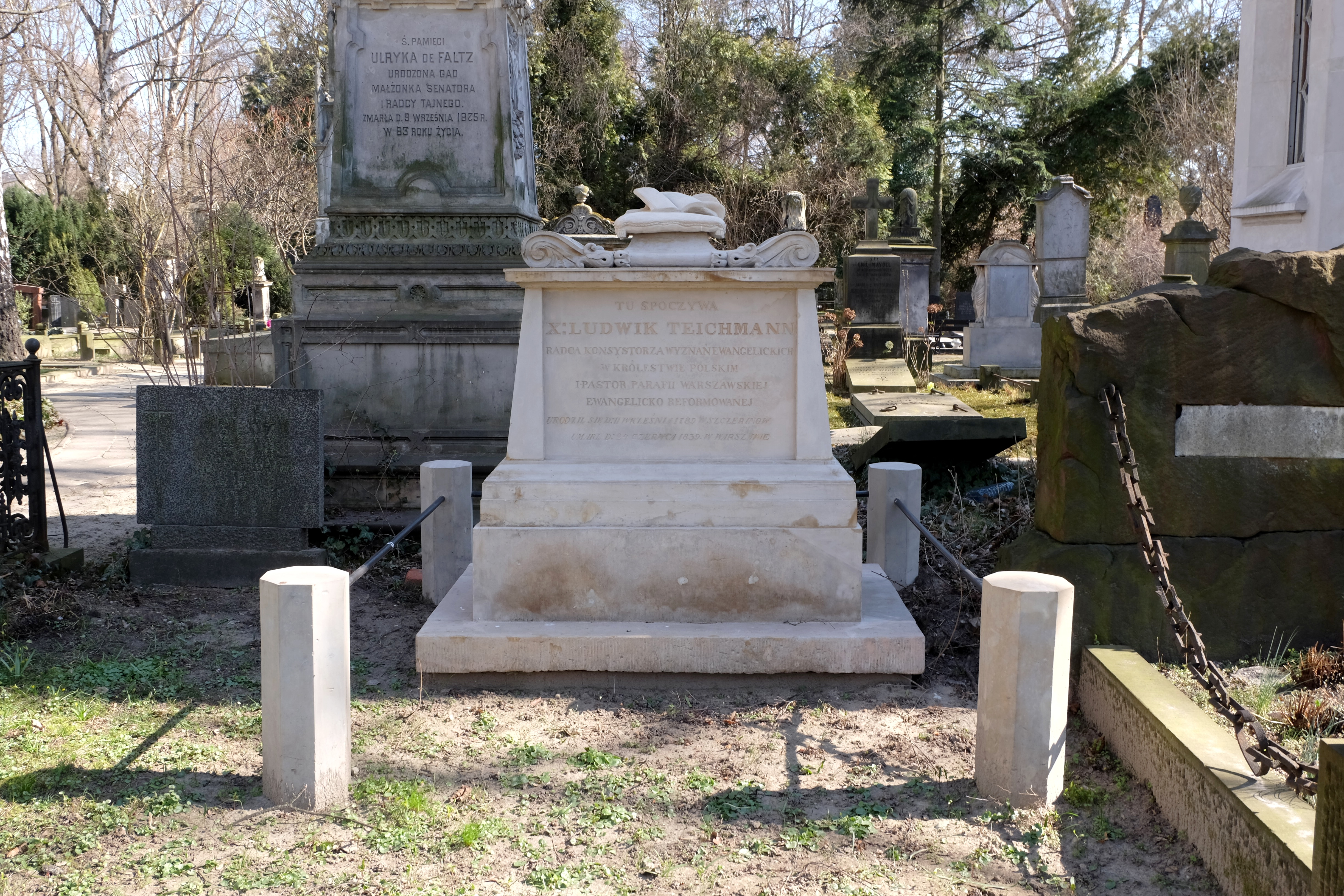
Grób pastora Teichmanna na cmentarzu ewangelicko-reformowanym w Warszawie (2020)

Fryderyk Jakub Teichmann (ur. 1789 w Szczepanowicach, zm. 1839 w Warszawie) – działacz oświatowy, pastor ewangelicko-reformowany, pierwszy od 1591 roku pastor ewangelicki w Krakowie, w latach 1831–1839 superintendent diecezji warszawskiej Generalnego Konsystorza Wyznań Ewangelickich w Królestwie Polskim, skupiającego luteranów i kalwinistów.

## Pochodzenie
Urodził się w Szczepanowicach pod Tarnowem, gdzie jego ojciec Jakub Fryderyk (1704–1805) był pastorem kalwińskim w tamtejszym zborze i seniorem Jednoty Małopolskiej. Jego matką była Karolina z Ernstów, a wśród jedenaściorga rodzeństwa był m.in. lekarz Jakub Władysław Teichmann (zm. 1828) ojciec słynnego profesora medycyny Ludwika Karola Teichmanna. Rodzina Teichmannów miała być rzekomo pochodzenia holenderskiego i w XVIII wieku przeniosła się do Małopolski, gdzie wydała dwóch pastorów kalwińskich.

## Studia i kariera duchowna
Wzorem ojca i stryja Fryderyk Jakub Teichmann poświęcił się karierze duchownej i w tym celu studiował teologię ewangelicką na Uniwersytecie w Berlinie, a potem na wydziale teologii ewangelickiej Uniwersytetu Wrocławskiego. Podczas studiów w Berlinie był nauczycielem polskiego Wilhelma I Orańskiego.
W 1815 roku powrócił do Polski i został ordynowany na pastora ewangelicko-reformowanego, jako adiunkt superintendenta Karola Diehla. W 1816 roku parafia ewangelicka św. Marcina w Krakowie, skupiająca kalwinistów i luteranów, wybrała go na swojego pierwszego pastora. Jako pierwszy jej pastor i pierwszy duchowny ewangelicki w Krakowie od 1591 roku, doprowadził do uregulowania spraw majątkowych i organizacyjnych młodej parafii, a także do utworzenia własnego, niezależnego konsystorza ewangelickiego, dla Rzeczypospolitej Krakowskiej. Jednocześnie objął katedrę języka i piśmiennictwa niemieckiego na Uniwersytecie Jagiellońskim.
W 1828 roku został wybrany drugim proboszczem parafii ewangelicko-reformowanej w Warszawie, gdzie objął posługę od stycznia 1829 roku. Ze stanowiskiem tym wiązało się także bycie członkiem Generalnego Konsystorza Wyznań Ewangelickich. W stolicy zasłynął m.in. z przywrócenia nabożeństw w języku polskim, co pozytywnie odnotowała ówczesna prasa. Po wybuchu powstania listopadowego nie angażował się zbytnio po żadnej ze stron i do władz powstańczych zachował dystans. Gdy ksiądz Diehl wyjechał do Wielkopolski, ks. Teichmann pozostał w Warszawie i stanął na czele kalwinistów w Generalnym Konsystorzu Wyznań Ewangelickich bez żadnych szykan ze strony zwycięskich Rosjan.
Podobnie jak poprzednik, był zwolennikiem teologii racjonalistycznej oraz utrzymania unii między kalwinistami a luteranami w Królestwie. Pod koniec życia został nawet wybrany superintendentem diecezji warszawskiej, co jednak luteranie odebrali źle, gdyż na czele diecezji przygniatająco luterańskiej stanął kalwinista.
Skromny i popularny, zmarł dość młodo. W jego pogrzebie na cmentarzu kalwińskim (kwatera E-1-3) w Warszawie uczestniczyły tłumy mieszkańców stolicy: „tłumy ludu, pieszo i powozami, do ostatniej tej chwili temu smutnemu obrzędowi towarzyszyły, że obręb cmentarny nie wystarczał na ich pomieszczenie”.

## Rodzina
W zawartym w 1818 roku małżeństwie z Karoliną Augustą Diehl (1796–1859), córką jego poprzednika Karola Diehla miał pięcioro dzieci. Z nich syn Karol Ludwik (1826–1890) po studiach teologicznych, w trakcie których przeszedł na luteranizm, był wieloletnim pastorem w Turku i superintendentem luterańskiej diecezji kaliskiej. Pastorami byli też jego zięć i wnuk.